# Burnsville (Mississipi)
Burnsville és una població dels Estats Units a l'estat de Mississipi. Segons el cens del 2016 té una població de 1.152 habitants.

## Demografia
Segons el cens del 2000, Burnsville tenia 1.034 habitants, 412 habitatges, i 285 famílies. La densitat de població era de 84 habitants per km².
Dels 412 habitatges en un 35,7% hi vivien nens de menys de 18 anys, en un 47,1% hi vivien parelles casades, en un 17,2% dones solteres, i en un 30,6% no eren unitats familiars. En el 29,1% dels habitatges hi vivien persones soles el 10,7% de les quals corresponia a persones de 65 anys o més que vivien soles. El nombre mitjà de persones vivint en cada habitatge era de 2,51 i el nombre mitjà de persones que vivien en cada família era de 3,06.
Per edats la població es repartia de la següent manera: un 29,7% tenia menys de 18 anys, un 9,8% entre 18 i 24, un 27,1% entre 25 i 44, un 23,9% de 45 a 60 i un 9,6% 65 anys o més.
L'edat mediana era de 32 anys. Per cada 100 dones de 18 o més anys hi havia 82,7 homes.
La renda mediana per habitatge era de 20.083 $ i la renda mediana per família de 27.679 $. Els homes tenien una renda mediana de 28.523 $ mentre que les dones 18.333 $. La renda per capita de la població era de 12.359 $. Entorn del 23,5% de les famílies i el 27,4% de la població estaven per davall del llindar de pobresa.

## Poblacions més properes
El següent diagrama mostra les poblacions més properes.